# Yacine Louati
Yacine Louati (Tourcoing, 4 de março de 1992) é um jogador de voleibol francês que atua na posição de ponteiro.

## Carreira

### Clube
A carreira de Louati começou nas categorias de base do Tourcoing Lille Métropole, enquanto que em 2009 passou para a seleção federal do Centro Nacional de Volley-Ball (CNVB), em Montpellier.
Na temporada 2011–12 voltou ao Tourcoing Lille Métropole, fazendo sua estreia profissional na primeira divisão do campeonato francês. Para a temporada 2013–14 foi contratado pelo Montpellier UC, também da primeira divisão francesa, enquanto na temporada seguinte passou para a equipe belga do Prefaxis Menen.
Na temporada 2015–16 voltou ao voleibol francês para representar as cores do Spacer's Toulouse Volley, onde permaneceu por dois anos, antes de passar, no campeonato 2017–18, para vestir a camisa do Chaumont Volley-Ball 52 Haute-Marne, com a qual conquistou a Supercopa Francesa de 2017. Em 2018 o atleta foi atuar no voleibol italiano para jogar pelo Kioene Padova, enquanto no ano seguinte, na mesma divisão, atuou por uma temporada pelo Vero Volley Monza.
Em 2020 Louati defendeu as cores do clube polaco Jastrzębski Węgiel, por onde conquistou o título do Campeonato Polonês de 2020–21; na temporada seguinte aterrissou em solo turco após ser contratado pelo Fenerbahçe HDI Sigorta.
Ao término da temporada 2022–23, retornou ao campeonato polonês após assinar com o Asseco Resovia Rzeszów.

### Seleção
Louati fez parte da equipe francesa que conquistou a medalha de bronze nos Jogos do Mediterrâneo de 2013.
Em 2021 foi medalhista de bronze na Liga das Nações após vitória sobre a seleção eslovena. No mesmo ano se tornou campeão olímpico ao derrotar o Comitê Olímpico Russo nos Jogos Olímpicos de Tóquio.
Em 2022 conquistou o título da Liga das Nações após vitória por 3 sets a 2 em cima da seleção norte-americana.

## Títulos
Jastrzębski Węgiel
- Campeonato Polonês: 2020–21

Chaumont Volley-Ball 52
- Supercopa Francesa: 2017

Resovia Rzeszów
- Copa CEV: 2023–24

## Clubes
| Anos      | Clube                               |
| --------- | ----------------------------------- |
| 2011–2013 | Tourcoing Lille Métropole           |
| 2013–2014 | Montpellier UC                      |
| 2014–2015 | Prefaxis Menen                      |
| 2015–2017 | Spacer's Toulouse Volley            |
| 2017–2018 | Chaumont Volley-Ball 52 Haute-Marne |
| 2018–2019 | Kioene Padova                       |
| 2019–2020 | Vero Volley Monza                   |
| 2020–2021 | Jastrzębski Węgiel                  |
| 2021–2023 | Fenerbahçe HDI Sigorta              |
| 2023–2024 | Asseco Resovia Rzeszów              |
| 2024–     | Allianz Milano                      |

## Prêmios individuais
- 2015: Campeonato Belga – Melhor sacador